# Nieuwe Achtergracht
Le Nieuwe Achtergracht (« Nouveau Achtergracht » en néerlandais) est un canal situé dans l'arrondissement Centrum de la ville d'Amsterdam aux Pays-Bas. Il est situé dans le prolongement est du Achtergracht et traverse le Weesperbuurt (partie est du Grachtengordel) selon un axe est-ouest pour relier le Onbekendegracht au Plantage Muidergracht, en suivant un tracé parallèle au Nieuwe Prinsengracht. À l'est, il débouche sur le quartier du Plantage, qui forme une île où se trouve notamment l'Artis.
Comme les autres canaux principaux situés dans le même quartier, le Nieuwe Achtergracht porte le préfixe Nieuwe (nouveau en néerlandais) suivi du nom du canal dans le prolongement duquel il est situé. Cette terminologie provient du fait que la partie est du grachtengordel fut aménagée dans le cadre du dernier plan d'expansion du centre-ville en direction de l'est, au-delà des rives de l'Amstel. Le canal, qui fut également connu sous le nom de Joden Achtergracht, se situait dans l'ancien opulent quartier juif du Amsterdamse Jodenbuurt.